# 高橋修宏
高橋 修宏（たかはし のぶひろ、1955年12月27日 - ）は、日本の俳人・詩人・クリエティブディレクター。

## 概要
東京都生まれ、富山県在住。1979年、清水昶、佐々木幹郎による寺小屋教室「現代詩研究」に参加。その後、詩人として本田信次らと同人誌活動を展開。また、俳人としても鈴木六林男に師事し、西東三鬼賞や現代俳句協会年度作品賞、現代俳句評論賞、現代俳句新人賞などを受賞した。さらに、定期的に開催している「五・七・五のポスター展」では、自作を含めた俳句と富山県在住のデザイナーによるコラボレーションを行っている。ポスター作品は、ブルノ国際ビエンナーレ（チェコ）、ワルシャワ国際ビエンナーレ（ポーランド）、ジーグラフZgraf8（クロアチア）、世界ポスタートリエンナーレ（日本）などに入選。また、JAGDA年鑑、東京ADC年鑑、東京TDC年鑑、日本タイポグラフィ年鑑にも掲載。また、俳句作品が、朝日新聞一面掲載の大岡信の「折々のうた」や読売新聞一面コラムの「編集手帳」で紹介された。

### 所属
- 現代俳句協会会員
- 日本現代詩人会会員
- 日本現代詩歌文学館振興会評議員
- 富山県詩人協会会長（2019年11月3日～）
- 俳誌「光芒」編集人（〜2008年終刊まで）
- 俳誌「豈」「白燕」「風来」同人
- 詩誌「大マゼラン」（～2008年5月終刊まで）同人（本田信次発行）
- 俳誌「五七五」発行人（2010年7月創刊。これまで、三枝桂子、佐藤りえ、井口時男、増田まさみ、松下カロ、今泉康弘、打田峨者ん、星野太、九堂夜想等が執筆）
- 詩誌「NS」発行人（2020年10月創刊。本田信次との二人誌）
- 詩誌「Magellan Future」（2021年12月創刊。本田信次発行）に参加

## 略歴
- 1997年 - 鈴木六林男に師事。
- 1999年 - 第23回花曜新人賞受賞。
- 2000年 - 第7回西東三鬼賞受賞。
- 2001年 - 第2回現代俳句協会年度作品賞受賞。
- 2002年 - 第22回現代俳句評論賞、第31回花曜賞受賞。
- 2003年 - 第32回花曜賞受賞。
- 2004年 - 第17回北日本新聞芸術選奨。
- 2005年 - 第23回現代俳句新人賞受賞。
- 2015年 - 現代俳句評論賞（現代俳句協会）選考委員。
- 2017年 - 高志の国詩歌賞選考委員。
- 2021年 - 富山県功労表彰（芸術・文化）。

### 著書
- 呪景・断章（詩集、鰻鯰亭、1977年）
- 夏の影（詩集、エディシオン K、1986年）
- 水の中の羊（詩集、草子舎、2004年） - 第3回北陸現代詩人賞奨励賞受賞。
- 夷狄（句集、草子舎、2005年）ISBN 978-4902319033
- 蜜楼（句集、草子舎、2008年）ISBN 978-4902319101
- 空の庭+夏の影（詩集、草子舎、2008年）ISBN 978-4902319095
- 作庭記（詩集、草子舎、2010年）ISBN 978-4902319163
- 真昼の花火（評論集、草子舎、2011年）ISBN 978-4902319170
- 虚器（句集、草子舎、2013年）ISBN 978-4902319187
- MOTHER HOTEL（詩集、草子舎、2014年）ISBN 978-4902319194
- 鈴木六林男の百句（解説、ふらんす堂、2023年）ISBN 978-4-7814-1601-4
- 暗闇の目玉ーー鈴木六林男を巡る（評論、ふらんす堂、2025年）ISBN 978-4-781417202

### 共著
- 日英対訳21世紀俳句の時空（現代俳句協会編、永田書店、2008年）ISBN 978-4816107122
- 新現代俳句最前線（北溟社、2014年）ISBN 978-4894487048